# Крем брюле
 Тази статия е за десерта.  За индианското племе вижте Брюле.  
Крем брюлѐ (на френски: crème brûlée) означава „горѐн крем“. Представлява десерт от яйчен крем, поръсен със захар, която се карамелизира с готварска газова горелка или под грила на фурната. Поднася се изстуден в керамични купички. В оригиналната рецепта кремът се подправя само с ванилия, но съществуват и много модерни варианти с шоколад, ликьор, плодове, уиски, мента и др.
За произхода на крем брюле се спори. Английският колеж „Тринити“ в гр. Кеймбридж твърди, че кремът е техен специалитет още от 17 век. Наричали го „Cambridge burnt creme“, a захарта горели със специална плоча с гравиран герб на колежа. В Испания сходен десерт се приготвя от 18 век и се нарича „crema catalana“, „каталонски крем“. За пръв път рецептата се появява в готварската книга на французина Франсоа Масиело от 1691 г.

## Любопитно
В прочута сцена от френския филм „Невероятната съдба на Амели Пулен“ (2001) главната героиня изброява любимите си неща за вършене: едното от тях е да чупи с лъжичката си коричката на крема брюле.

## Крем карамел
Подобен десерт на крем брюлето е крем карамелът. Общото е захарта. Основните разлики в рецептите са три. Брюлето се прави от жълтъци и сметана, а карамелизираната захар е отгоре; докато крем карамелът се прави от цели яйца и мляко, а карамелизираната захар е отдолу.